# Arroyo del Tala (Río Yí, linksseitig, I)
Der Arroyo del Tala ist ein Fluss in Uruguay.
Er entspringt südsüdöstlich von Juan José Castro. Von dort verläuft er auf dem Gebiet des Departamento Flores in nordöstlicher, später nördlicher Richtung und unterquert dabei die Ruta 14. Er mündet als linksseitiger Nebenfluss unweit flussabwärts der Mündung des Arroyo Maciel in den Río Yí.